# Каррер, Крис
Кристоф «Крис» Каррер (нем. Chris Karrer, 20 января 1947 года, Кемптен (Альгой) — 2 января 2024 года) — немецкий музыкант-мультиинструменталист (гитара, уд, скрипка и саксофон) и композитор. Один из основателей рок-группы Amon Düül. Известен своим сотрудничеством с Embryo и Эрнстом Фуксом. Считается легендой краут-рока.

## Биография
Кристоф Каррер родился в Кемптене 20 января 1947 года. Начал играть на банджо и сопрано-саксофоне в возрасте двенадцати лет. Получив аттестат об окончании средней школы-интерната в Марктобердорфе, изучал живопись в Академии художеств в Мюнхене.
В 1967 году основал группу Amon Düül пригласив в неё Петера Леопольда, Дитера Серфаса и других музыкантов. В 1970 году из-за творческих разногласий Каррер покинул свою группу и далее выступал в Beat Club со своей новой группой Amon Düül II, они исполняли более продвинутую экспериментальную музыку, позже названную краут-роком, а не подражали, подобно другим немецким рок-группам, иностранным стилям. Каррер был одним из первых музыкантов, использовавших скрипку для исполнения рок-музыки. После распада Düüls он выпустил сольный альбом Chris Karrer (1980), который не был хорошо принят публикой и поэтому продолжения не последовало. Благодаря совместному гастрольному опыту с Embryo в Марокко он заново открыл себя как вдохновленного суфизмом музыканта мирового уровня и научился играть на лютне с коротким грифом — уде. В этом стиле им было записано три альбома: Dervish Kiss (1994), Sufisticated (1996) и The Mask (1997). Его последний сольный альбом Grandezza Mora (1999) был посвящён ещё одной давней страсти музыканта — игре на гитаре фламенко. Он продолжал вести активную деятельность на местном уровне: например, он сопровождал Карла-Генриха Хеппта на чтениях в Кронахе. Он также и сам выступал там под девизом «Текст и гитара» вместе с Инго Чезаро.
Последние два десятилетия провёл со своим партнером и дочерью в Кронахе. Он снова занимался рисованием, писал автобиографию. Во время чтения литературы и текстов песен он играл на гитаре.
Крис Каррер умер 2 января 2024 года в возрасте 76 лет от последствий COVID-19.

## Дискография
Варианты имени исполнителя : C Karrer, C. Karrar, C. Karrer, C.Karrer, Ch. Karrer, Chris, Chris «Flashback Karrer», Chris Karner, Chris «Flashback Karrer», Chriss Karrer,
Christoph Karrer, Criss Karrer, Kapper, Karrer.
- Chris Karrer Vinyl, LP, Album, Stereo Vinyl (4) 6.24328 AP Germany 1980
- Chris Karrer Vinyl, LP, Album, Stereo Lollipop Records LOL-ST 58005 Italy 1980
- Dervish Kiss CD, Album Schneeball Schneeball 30542 Indigo (2) 3054-2 Germany 1994
- Sufisticated CD, Album, Stereo Think Progressive TPCD 1.609.002 Think Progressive TBCD 1.609.002 Germany 1996
- The Mask CD, Album, Limited Edition, Numbered Think Progressive TPCD 1.708.016 Germany 1997
- The Mask CDr, Album, Limited Edition, Numbered, Reissue, Remastered Cosmic Egg UTCE 013 CDR UK 2014
- The Mask CDr, Album, Limited Edition, Numbered, Reissue, Remastered Cosmic Egg UTCE 013 CDR UK 2016
- The Mask File, FLAC, Album Cosmic Egg UTCE 013 DL UK 2018
- The Mask CDr, Album, Limited Edition, Numbered, Reissue, Remastered Cosmic Egg UTCE 013 CDR UK 2020
- Patchwork CD, Album Casino Records (8) 300.034 Germany 1999
- Grandezza Mora CD, Album United One Records 402 4569 2020 2 Germany 1999
- Grandezza Mora CD, Album United One Records 402 4569 2020 2 Germany 1999

Синглы и EP
- Blue Fuzz Vinyl, 7", 45 RPM, Single Vinyl (4) 6.12855 Germany 1980

## Фильмография
- 2005 — «Krautrock Meeting»
- 1970 — «San Domingo» (Deutscher Filmpreis, 1971)
- 1970 — «Beat Club»
- 1970 — «Поездка в Никласхаузен»
- 1969 — «Amon Düül spielt Phallus Dei»